# Szantung
Szantung (wymowaⓘ; chiń. upr. 山东; chiń. trad. 山東; pinyin Shāndōng; Wade-Giles Shan-tung) – prowincja na wschodnim wybrzeżu Chin. Używa się także historycznej nazwy Lu, wywodzącej się od państwa z okresu Wiosen i Jesieni. 
Nazwa prowincji oznacza "na wschód od gór" i odnosi się do łańcucha gór Taihang Shan (太行山), który rozciąga się na przestrzeni około 500 km na terenie prowincji położonych na zachód, tzn.: Hebei, Henan i Shanxi. Przez północną część prowincji przebiega dolny odcinek Rzeki Żółtej, która wpada do Zatoki Pohaj. Od południa Szantung graniczy z prowincjami Jiangsu i Anhui.
Stolicą prowincji jest miasto Jinan.

## Historia
Prowincja Szantung stanowi część rejonów uważanych za kolebkę cywilizacji chińskiej. Jej zachodnia część wchodziła w skład terenów kontrolowanych przez najstarsze historycznie dynastie Shang i Zhou. Wschód zamieszkiwał lud Laiyi uważany przez starożytnych Chińczyków za barbarzyńców, który w ciągu wieków uległ sinizacji. 
W okresie Wiosen i Jesieni oraz w okresie Walczących Królestw rejon dzisiejszej prowincji Szantung stał się potęgą. Narodziły się w nim państwa: Qi ze stolicą w Linzi, Zou (z którego pochodził Mencjusz) oraz Lu ze stolicą w Qufu. Lu było ojczyzną Konfucjusza (w Qufu znajduje się jego grób oraz domostwa należące do jego potomków). Państwo Lu było niewielkie i zostało wchłonięte przez państwo Chu. 
Państwo Qi było potężne, ale uległo państwu Qin, którego władca zjednoczył całe Chiny i w 221 r. p.n.e. proklamował się ich pierwszym cesarzem. Dynastia Han, która wydzieliła na terenie Szantung dwie prefektury (zhou). Za czasów tej dynastii wybuchły tam dwa wielkie powstania: Czerwonych Brwi i Żółtych Turbanów. W okresie Trzech Królestw ziemie Szantung przypadły królestwu Wei.
W kolejnych epokach Szantung, podobnie jak całe północne Chiny, stał się celem najazdów z północy i przechodził z rąk jednego barbarzyńskiego państwa do drugiego.
W 412 mnich Faxian wylądował w południowej części półwyspu Szantung i udał się do miasta Qingzhou, gdzie zajął się przekładem buddyjskich sutr, które przywiózł ze swej słynnej wyprawy do Indii.
Odkąd dynastia Sui zjednoczyła kraj w 589, Szantung był już zawsze częścią Chin. W obecnym kształcie istnieje od czasów dynastii Ming, choć w tym czasie w jej skład wchodziły także obszary dzisiejszej prowincji Liaoning, które jej odebrano za czasów dynastii Qing.
Tereny prowincji były często niespokojne i wybuchały tam liczne powstania m.in. Wang Luna; w Szantungu bardzo aktywni byli powstańcy Nian. W późniejszych czasach tam właśnie narodzili się anty-cudzoziemscy Bokserzy.
W XIX wieku półwysep Szantung stał się celem dla imperiów kolonialnych. Po I wojnie chińsko-japońskiej miasto i baza morska Weihaiwei były okupowane przez Japonię. W 1897 miasto Qingdao stało się niemiecką koncesją, a rok później Weihaiwei przejęli Brytyjczycy. W tym okresie półwysep stał się punktem przerzutowym dla chińskich emigrantów w drodze m.in. do USA. 
Po proklamowaniu Republiki Chińskiej w 1911, Qingdao w 1922 wróciło w ręce Chin, a Weihai w 1930. W 1937 prowincja Szantung stała się celem japońskiego najazdu. Japończykom udało się ją opanować, chociaż w głębi lądu trwał opór partyzancki. Po kapitulacji Japonii w 1945 fragmenty Szantungu były kontrolowane przez komunistów, a od czerwca 1949 - cała prowincja. W październiku powstała Chińska Republika Ludowa.
Dziś, dzięki położeniu na wybrzeżu i inwestycjom zagranicznym prowincja Szantung jest jedną z najbogatszych w Chinach, choć znać na niej piętno niemieckiego kolonializmu. Tutaj ma siedzibę Haier, jeden z największych na świecie producentów sprzętu AGD, który zaczynał jako firma joint-venture z niemiecką firmą Liebherr. Najbardziej znane eksportowe piwo Chin, Tsingtao, jest warzone w poniemieckim browarze w mieście Qingdao.

## Geografia

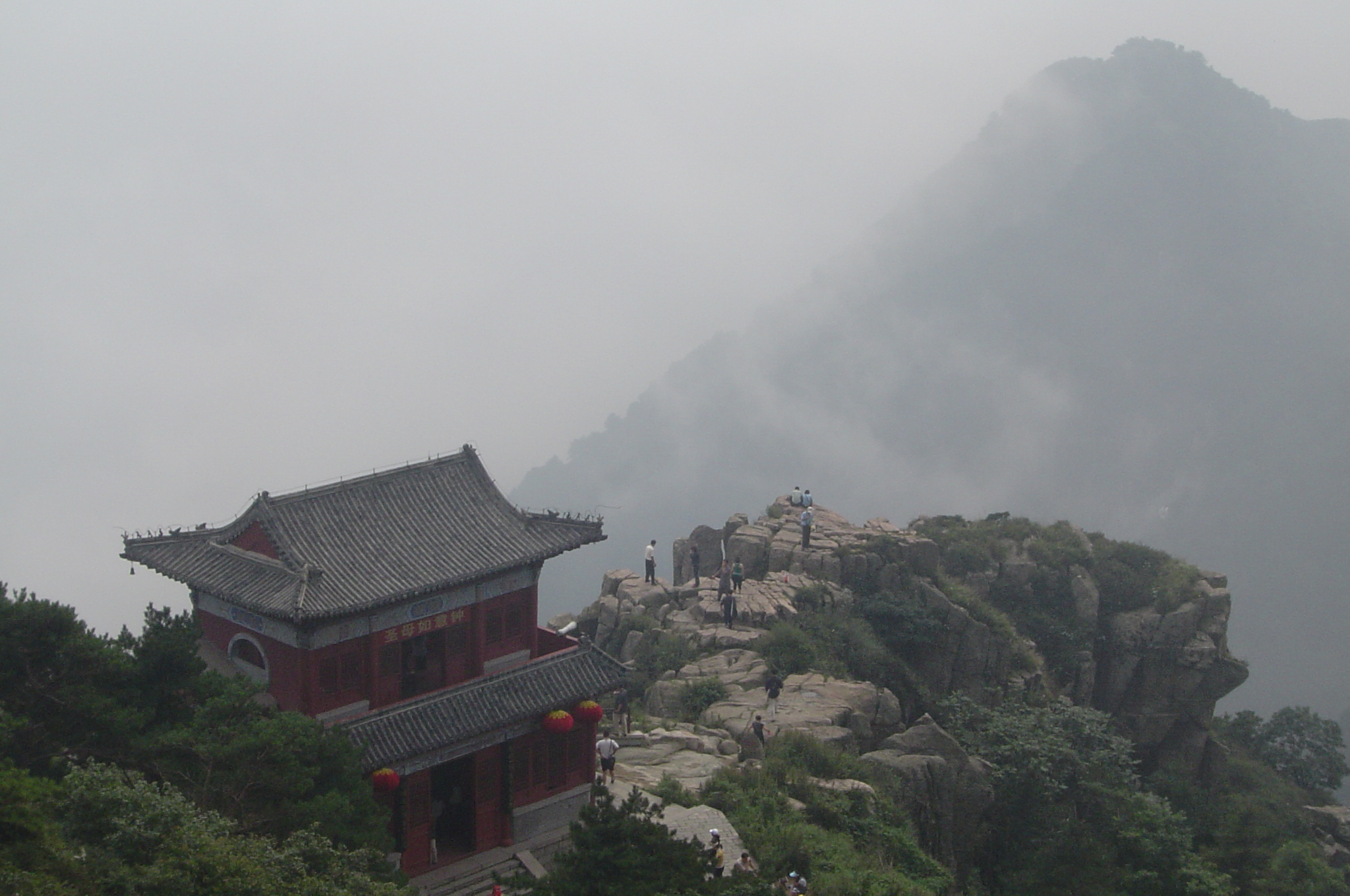
Święta góra Tai

Większa część prowincji Szantung położona jest na Nizinie Północnochińskiej. Górzysta jest natomiast centralna część prowincji, w której znajdują się m.in. góry Tai, Lu i Meng. Pofałdowany jest również półwysep Szantung stanowiący wschodnią część prowincji. Oddziela on zatokę Bohai od Morza Żółtego. Najwyższym wzniesieniem prowincji jest szczyt o nazwie Jadeitowy Cesarz (chiń. upr.: 玉皇顶; trad.: 玉皇頂; pinyin: Yùhuáng Dīng) o wysokości 1545 metrów.
W wyniku niesionych mułów lessowych, w swoim dolnym biegu na terenie prowincji Szantung Rzeka Żółta płynie po podwyższonej grobli ograniczonej wałami rozbudowywanymi przez setki lat. Powoduje to podział prowincji na dwa działy wodne: rzeki Hai na północy i rzeki Huai na południu. Wielki Kanał dochodzi do Szantungu od północnego zachodu i wychodzi w części południowo-zachodniej. Jezioro Weishan to największe jezioro w prowincji. Linia brzegowa Szantungu liczy 3000 km. Wybrzeże półwyspu Szantung jest skaliste, pełne klifów, zatok i wysp. 
Klimat Szantungu jest umiarkowany, lata są wilgotne, a zimy zimne i suche. Średnie temperatury w styczniu wynoszą pomiędzy -5 a -1 °C, a w lipcu pomiędzy 24 – 28 °C. Roczne opady wynoszą 550–950 mm.
Największe miasta w prowincji to:
- Jinan (stolica)
- Qingdao
- Zibo
- Yantai
- Weifang
- Weihai
- Zaozhuang

## Podział administracyjny
| Mapa                                                      | Lp.       | Nazwa  | Chiński       | Hanyu pinyin          | Siedziba |
| --------------------------------------------------------- | --------- | ------ | ------------- | --------------------- | -------- |
|                                                           |           |        |               |                       |          |
| — Miasta zarządzane bezpośrednio przez władze prowincji — |           |        |               |                       |          |
| 1                                                         | Jinan     | 济南市 | Jǐnán Shì     | Dzielnica Shizhong    |          |
| 2                                                         | Qingdao   | 青岛市 | Qīngdǎo Shì   | Dzielnica Shinan      |          |
| — Prefektury miejskie —                                   |           |        |               |                       |          |
| 3                                                         | Binzhou   | 滨州市 | Bīnzhōu Shì   | Dzielnica Bincheng    |          |
| 4                                                         | Dezhou    | 德州市 | Dézhōu Shì    | Dzielnica Decheng     |          |
| 5                                                         | Dongying  | 东营市 | Dōngyíng Shì  | Dzielnica Dongying    |          |
| 6                                                         | Heze      | 菏泽市 | Hézé Shì      | Dzielnica Mudan       |          |
| 7                                                         | Jining    | 济宁市 | Jìníng Shì    | Dzielnica Shizhong    |          |
| 8                                                         | Laiwu     | 莱芜市 | Láiwú Shì     | Dzielnica Laicheng    |          |
| 9                                                         | Liaocheng | 聊城市 | Liáochéng Shì | Dzielnica Dongchangfu |          |
| 10                                                        | Linyi     | 临沂市 | Línyí Shì     | Dzielnica Lanshan     |          |
| 11                                                        | Rizhao    | 日照市 | Rìzhào Shì    | Dzielnica Donggang    |          |
| 12                                                        | Tai’an    | 泰安市 | Tài’ān Shì    | Dzielnica Taishan     |          |
| 13                                                        | Weifang   | 潍坊市 | Wéifāng Shì   | Dzielnica Weicheng    |          |
| 14                                                        | Weihai    | 威海市 | Wēihǎi Shì    | Dzielnica Huancui     |          |
| 15                                                        | Yantai    | 烟台市 | Yāntái Shì    | Dzielnica Laishan     |          |
| 16                                                        | Zaozhuang | 枣庄市 | Zǎozhuāng Shì | Dzielnica Shizhong    |          |
| 17                                                        | Zibo      | 淄博市 | Zībó Shì      | Dzielnica Zhangdian   |          |